# Zlín Z-XIII
Die Zlín Z-XIII ist ein tschechoslowakisches Verbindungsflugzeug aus der zweiten Hälfte der 1930er Jahre und der zweite Entwurf von Zlín nach Übernahme durch das Unternehmen Baťa. Es wurde nur ein Prototyp gebaut.
Der Erstflug erfolgte 1937, später wurde dem Flugzeug das Kennzeichen OK-TBZ zugeteilt. Heute befindet sich der Prototyp im tschechischen Nationalmuseum für Technik (Narodní Technické Muzeum) in Prag.

## Aufbau
Konstruktiv handelt es sich um einen Tiefdecker in Holzbauweise mit weit nach hinten gezogener Pilotenkabine. Die Z-XIII besitzt eine gute aerodynamische Formgebung. Das Hauptfahrwerk ist starr und aerodynamisch verkleidet. Am Heck befindet sich ein Schleifsporn. Es war möglich, den vor dem Piloten liegenden Bereich als Stauraum für Gepäck oder als Passagierkabine zu nutzen. An den Tragflügeln befindet sich ein eigens entwickeltes Landeklappensystem.

## Technische Daten

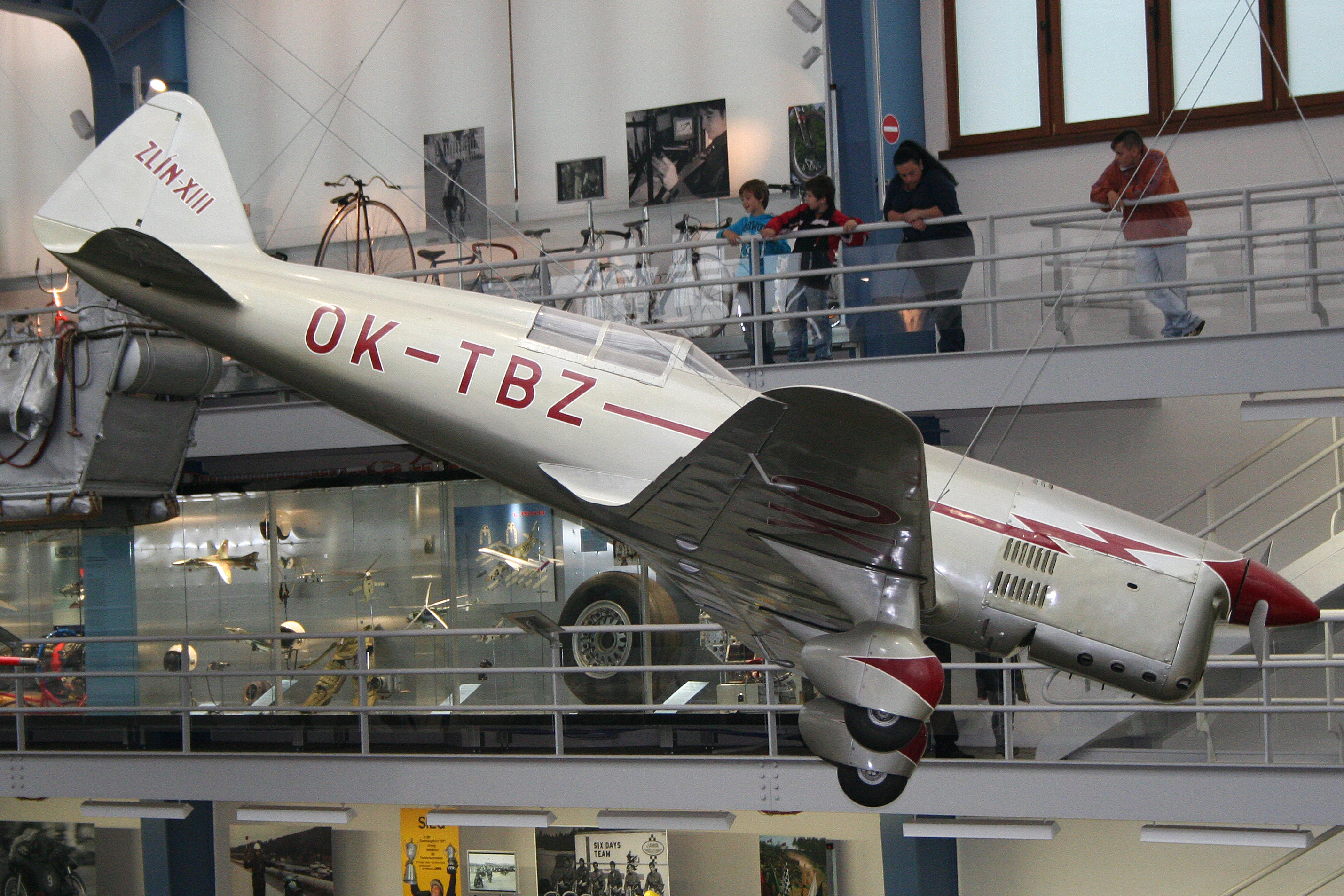
Zlín Z-XIII, OK-TBZ in Prag

| Kenngrößen               | Daten                              |
| ------------------------ | ---------------------------------- |
| Hersteller               | Zlínská Letecká Akciová Společnost |
| Baujahr(e)               | 1937                               |
| Besatzung / Passagier(e) | 1 / 1                              |
| Länge                    | 6,81 m                             |
| Flügelspannweite         | 7,00 m                             |
| Flügelfläche             | 7,0 m²                             |
| Flügelstreckung          | 7,0                                |
| Leermasse                | 460 kg                             |
| Zuladung                 | 180 kg                             |
| Startmasse               | 635 kg                             |
| Flächenbelastung         | 90,7 kg/m²                         |
| Leistungsbelastung       | 4,9 kg/PS                          |
| Flächenleistung          | 18,6 PS/m²                         |
| Antrieb                  | ein Walter Major 4                 |
| Leistung                 | 96 kW (131 PS)                     |
| Höchstgeschwindigkeit    | 350 km/h                           |
| Reisegeschwindigkeit     | 280 km/h                           |
| Landegeschwindigkeit     | 100 km/h                           |
| Steigleistung            | 3 min auf 900 m                    |
| Dienstgipfelhöhe         | 6000 m                             |
| Reichweite               | 700 km                             |